# Javier Ledesma

## Jugador
Debutó con el Club Deportivo Guadalajara en la temporada 1979-80 con Carlos Miloc como entrenador. Jugó en Chivas de 1979 a 1985 y posteriormente defendió durante los torneos cortos del PRODE 85 y México 86 al Atlético Morelia. A la siguiente temporada regresó a Chivas para ser campeón con Alberto Guerra en la temporada 1986-87.
El Zully Ledesma tal vez fue el primer arquero mexicano en comenzar a salir jugando el balón con los pies a un estilo "libero." En la temporada 88-89, el Zully comenzó a salir a jugar con el balón fuera del área sin necesidad de recoger el balón con los manos. El "Zully" fue uno de los mejores arqueros del balompié mexicano durante los ochenta disputando el puesto con Adrián Chávez del América. 
En 1993 volvió a salir del Club Guadalajara para enrolarse con la Universidad de Guadalajara para las temporadas 1993-94 y 1994-95 para después retirarse.
Luego de su retiro inició su carrera como técnico y estuvo en Chivas La Piedad, antes de irse a Estados Unidos con el nuevo proyecto de Chivas USA. Primero estaría como asistente del holandés Thomas Rongen, y en el 2005 entraría como entrenador.
Actualmente es director técnico del equipo Club Deportivo Guadalajara Premier que milita en la Segunda División de México, cargo que ocupa desde el 7 de enero de 2013.

## Palmarés

### Como jugador
| Título                    | Club                       | País   | Año     |
| ------------------------- | -------------------------- | ------ | ------- |
| Primera división mexicana | Club Deportivo Guadalajara | México | 1986/87 |